# Interestatal 110 y Ruta Estatal 110
La Ruta 110, consiste de dos segmentos de la Ruta Estatal 110 (SR 110) que se une con la Interestatal 110 (I-110), es una carretera estatal en el área metropolitana de Los Ángeles del estado de California, construida en mayor parte a los estándar de las autovías. Toda la longitud de la I-110 (en la cual termina en la I-10), al igual como la SR 110 al sur del Four Level Interchange con la US 101, es el Harbor Freeway, y la SR 110 al norte de la US 101 hacia Pasadena está la histórica Autovía Pasadena, la primera autovía de California. Toda la Ruta 110 conecta San Pedro y el Puerto de Los Ángeles con el Centro de Los Ángeles y Pasadena.
Esta ruta es parte del Sistema de Autovías y Vías Expresas de California.

## Intersecciones principales
Nota: A excepción de los letreros con prefijos de una letra, los postes de mileajes fueron medidos en 1964, basados en la alineación que existía en ese tiempo, y no necesariamente reflejan el actual mileaje. Los nUmeros se inician en las fronteras de los condados; el inicio y los postes de los mileajes en los extremos en cada condado son dado en la columna de condado.
| Condado                   | Ubicación      | Mileaje                                                     | #                                                           | Destinos                                                                             | Notas                                                                      |
| ------------------------- | -------------- | ----------------------------------------------------------- | ----------------------------------------------------------- | ------------------------------------------------------------------------------------ | -------------------------------------------------------------------------- |
| Los Ángeles LA 0.00-33.15 | San Pedro      | 0.00                                                        |                                                             | Ninth Street                                                                         |                                                                            |
| Los Ángeles LA 0.00-33.15 | San Pedro      | R0.75                                                       |                                                             | Gaffey Street north                                                                  | Intersección a nivel                                                       |
| Los Ángeles LA 0.00-33.15 | San Pedro      | R0.93                                                       | 1A                                                          | SR 47 (Puente Vincent Thomas) – Terminal Island, Long Beach                          | Extremo sur de la I-110                                                    |
| Los Ángeles LA 0.00-33.15 | San Pedro      | R1.23                                                       | 1B                                                          | Channel Street, Pacific Avenue                                                       | Sin entrada al sur                                                         |
| Los Ángeles LA 0.00-33.15 | Wilmington     | 2.77                                                        | 3A                                                          | C Street                                                                             |                                                                            |
| Los Ángeles LA 0.00-33.15 | Wilmington     | 3.26                                                        | 3B                                                          | Anaheim Street                                                                       |                                                                            |
| Los Ángeles LA 0.00-33.15 | Wilmington     | 4.06                                                        | 4                                                           | SR 1 (Pacific Coast Highway)                                                         |                                                                            |
| Los Ángeles LA 0.00-33.15 | Carson         | 5.45                                                        | 5                                                           | Sepulveda Boulevard                                                                  |                                                                            |
| Los Ángeles LA 0.00-33.15 | Carson         | 6.52                                                        | 7A                                                          | 223rd Street                                                                         | La salida norte es vía salida 7                                            |
| Los Ángeles LA 0.00-33.15 | Carson         | 7.02                                                        | 7B                                                          | Carson Street                                                                        | Señalizada como salida 7 norte                                             |
| Los Ángeles LA 0.00-33.15 | Carson         | 7.74                                                        | 8                                                           | Torrance Boulevard                                                                   |                                                                            |
| Los Ángeles LA 0.00-33.15 | Carson         | 8.78                                                        | 9                                                           | I 405 (San Diego Freeway) – Santa Mónica, Long Beach                                 | Antigua SR 7                                                               |
| Los Ángeles LA 0.00-33.15 | Los Ángeles    | 9.07                                                        | 9                                                           | 190th Street                                                                         | Salida sur y entrada norte                                                 |
| Los Ángeles LA 0.00-33.15 | Los Ángeles    | 9.87                                                        | 10                                                          | SR 91 (Gardena Freeway)                                                              | Señalizada como salidas 10A (este) y 10B (oeste) norte                     |
| Los Ángeles LA 0.00-33.15 | Los Ángeles    | 11.24                                                       | 11                                                          | Redondo Beach Boulevard                                                              |                                                                            |
| Los Ángeles LA 0.00-33.15 | Los Ángeles    | 11.89                                                       | 12                                                          | Rosecrans Avenue                                                                     |                                                                            |
| Los Ángeles LA 0.00-33.15 | Los Ángeles    | 12.90                                                       | 13                                                          | El Segundo Boulevard                                                                 |                                                                            |
| Los Ángeles LA 0.00-33.15 | Los Ángeles    | 13.82                                                       | 14A                                                         | I 105 (Century Freeway) – Norwalk, El Segundo                                        | Señalizada como salidas 14A (este) y 14B (oeste) norte                     |
| Los Ángeles LA 0.00-33.15 | Los Ángeles    | 13.97                                                       | 14B                                                         | Imperial Highway                                                                     |                                                                            |
| Los Ángeles LA 0.00-33.15 | Los Ángeles    | 14.97                                                       | 15                                                          | Century Boulevard                                                                    | La salida norte es vía salida 14B                                          |
| Los Ángeles LA 0.00-33.15 | Los Ángeles    | 15.98                                                       | 16                                                          | Manchester Avenue                                                                    | Antigua SR 42                                                              |
| Los Ángeles LA 0.00-33.15 | Los Ángeles    | 16.98                                                       | 17                                                          | Florence Avenue                                                                      |                                                                            |
| Los Ángeles LA 0.00-33.15 | Los Ángeles    | 17.51                                                       | 18A                                                         | Gage Avenue                                                                          |                                                                            |
| Los Ángeles LA 0.00-33.15 | Los Ángeles    | 17.98                                                       | 18B                                                         | Slauson Avenue                                                                       |                                                                            |
| Los Ángeles LA 0.00-33.15 | Los Ángeles    | 18.50                                                       | 19A                                                         | 51st Street                                                                          | Salida sur y entrada norte                                                 |
| Los Ángeles LA 0.00-33.15 | Los Ángeles    | 19.00                                                       | 19B                                                         | Vernon Avenue                                                                        | Señalizada como salida 19 norte                                            |
| Los Ángeles LA 0.00-33.15 | Los Ángeles    | 19.50                                                       | 20A                                                         | Martin Luther King Jr. Boulevard – Exposition Park – Coliseo Memorial de Los Ángeles |                                                                            |
| Los Ángeles LA 0.00-33.15 | Los Ángeles    | 20.00                                                       | 20B                                                         | 37th Street, Exposition Boulevard                                                    |                                                                            |
| Los Ángeles LA 0.00-33.15 | Los Ángeles    | 20.71                                                       | 20C                                                         | Adams Boulevard                                                                      |                                                                            |
| Los Ángeles LA 0.00-33.15 | Los Ángeles    | 21.44                                                       | 21                                                          | I 10 (Santa Monica Freeway) – Santa Mónica, San Bernardino                           | Extremo norte de la I-110; extremo sur de la SR 110                        |
| Los Ángeles LA 0.00-33.15 | Los Ángeles    | 21.76- 22.12                                                | 22A                                                         | Pico Boulevard, Olympic Boulevard – Centro de Los Ángeles                            | La salida norte es parte de la salida 21                                   |
| Los Ángeles LA 0.00-33.15 | Los Ángeles    | 22.36                                                       | 22B                                                         | 9th Street, 8th Street – Centro de Los Ángeles                                       | Señalizada como salida 22 norte                                            |
| Los Ángeles LA 0.00-33.15 | Los Ángeles    | 22.83                                                       | 23A                                                         | 6th Street, Wilshire Boulevard                                                       |                                                                            |
| Los Ángeles LA 0.00-33.15 | Los Ángeles    | 23.04                                                       | 23B                                                         | 4th Street                                                                           |                                                                            |
| Los Ángeles LA 0.00-33.15 | Los Ángeles    | 23.04                                                       | 23C                                                         | 3rd Street                                                                           |                                                                            |
| Los Ángeles LA 0.00-33.15 | Los Ángeles    | 23.73                                                       | 24A                                                         | US 101 (Hollywood Freeway, Santa Ana Freeway) – Hollywood, Santa Ana                 |                                                                            |
| Los Ángeles LA 0.00-33.15 | Los Ángeles    | 23.96                                                       | 24B                                                         | Sunset Boulevard                                                                     | Salida sur y entrada norte                                                 |
| Los Ángeles LA 0.00-33.15 | Los Ángeles    | 24.55                                                       | 24C                                                         | Hill Street – Chinatown, Civic Center                                                | No hay entrada sur; señalizada como salida 24B norte; salida izquierda sur |
| Los Ángeles LA 0.00-33.15 | Los Ángeles    | 24.73                                                       | 24D                                                         | Stadium Way – Estadio Dodger                                                         | Señalizada como salida 24B norte                                           |
| Los Ángeles LA 0.00-33.15 | Los Ángeles    | 25.04                                                       | 25                                                          | Solano Avenue, Academy Road                                                          |                                                                            |
| Los Ángeles LA 0.00-33.15 | Los Ángeles    | Figueroa Street Tunnels (solamente norte)                   |                                                             |                                                                                      |                                                                            |
| Los Ángeles LA 0.00-33.15 | Los Ángeles    | 25.48                                                       | 26A                                                         | I 5 norte (Golden State Freeway) – Sacramento                                        | Salida izquierda norte y entrada sur                                       |
| Los Ángeles LA 0.00-33.15 | Los Ángeles    | 25.78                                                       | 26B                                                         | Figueroa Street                                                                      | Salida izquierda norte y entrada sur; antigua SR 159                       |
| Los Ángeles LA 0.00-33.15 | Los Ángeles    | 25.91                                                       | 26A                                                         | Avenue 26                                                                            | Salida sur y entrada norte; antigua SR 163                                 |
| Los Ángeles LA 0.00-33.15 | Los Ángeles    | 26.12                                                       | 26B                                                         | I 5 (Golden State Freeway) – Santa Ana, Sacramento                                   | Salida sur y entrada norte                                                 |
| Los Ángeles LA 0.00-33.15 | Los Ángeles    | 27.12                                                       | 27                                                          | Avenue 43                                                                            |                                                                            |
| Los Ángeles LA 0.00-33.15 | Los Ángeles    | 28.05                                                       | 28A                                                         | Avenue 52                                                                            |                                                                            |
| Los Ángeles LA 0.00-33.15 | Los Ángeles    | 28.38                                                       | 28B                                                         | Via Marisol                                                                          |                                                                            |
| Los Ángeles LA 0.00-33.15 | Los Ángeles    | 28.76                                                       | 29                                                          | Avenue 60                                                                            |                                                                            |
| Los Ángeles LA 0.00-33.15 | Los Ángeles    | 29.28                                                       | 30A                                                         | Marmion Way, Avenue 64                                                               | Salida norte y entrada sur                                                 |
| Los Ángeles LA 0.00-33.15 | Los Ángeles    | 29.50                                                       | 30                                                          | York Boulevard                                                                       | Salida y entrada sur                                                       |
| Los Ángeles LA 0.00-33.15 | Los Ángeles    | 30.10                                                       | 30B                                                         | Bridewell Street                                                                     | Solamente salida norte                                                     |
| Los Ángeles LA 0.00-33.15 | South Pasadena | 30.59                                                       | 31A                                                         | Orange Grove Avenue                                                                  |                                                                            |
| Los Ángeles LA 0.00-33.15 | South Pasadena | 31.17                                                       | 31B                                                         | Fair Oaks Avenue – South Pasadena                                                    | No hay entrada norte                                                       |
| Los Ángeles LA 0.00-33.15 | Pasadena       | Extremo norte de la autovía y fin del mantenimiento estatal | Extremo norte de la autovía y fin del mantenimiento estatal | Extremo norte de la autovía y fin del mantenimiento estatal                          | Extremo norte de la autovía y fin del mantenimiento estatal                |
| Los Ángeles LA 0.00-33.15 | Pasadena       | 31.91                                                       |                                                             | Glenarm Street                                                                       |                                                                            |
| Los Ángeles LA 0.00-33.15 | Pasadena       | 32.47                                                       |                                                             | California Boulevard                                                                 |                                                                            |
| Los Ángeles LA 0.00-33.15 | Pasadena       | 33.05                                                       |                                                             | I 210                                                                                |                                                                            |
| Los Ángeles LA 0.00-33.15 | Pasadena       | 33.15                                                       |                                                             | Colorado Boulevard                                                                   | Antigua SR 248                                                             |